# エンポロス
エンポロス（ギリシア語: ἔμπορος, ラテン文字表記：emporos）は、古代ギリシア領域に存在した職業。もともとは旅人を意味する語で、現在の貿易商に近い。
エンポロスはエンポリウムと呼ばれる対外用の市場で取引を行なった。古典期のアッティカや、紀元前6世紀中頃までのハリカルナッソスでは、エンポロスは男性の職業だった。エンポロスは外国の市民またはメトイコイと呼ばれる居留外国人で、多くはギリシア人であり、穀物輸入商が多かった。エンポロスに対して、アゴラなど共同体の中で取引を行う人々はカペーロスと呼ばれ、カペーロスはポリスの市民だった。
プラトンの『国家』では、エンポロスについて、町から町へと放浪するものと定義されている。クセノポンは、『ソクラテスの思い出』において、エンポロスと市場の仲買人を区別している。